# Nikolaï Klykov
Nikolaï Kouzmitch Klykov, né le 24 novembre 1888 à Borovsk dans l'Empire russe et mort le 29 avril 1968 à Moscou en URSS, est un officier soviétique ayant participé à la Première Guerre mondiale, à la guerre civile russe et à la Seconde Guerre mondiale ; promu lieutenant général en 1940.

## Distinctions
- Ordre du Drapeau rouge
- Médaille pour la Défense de Moscou
- Médaille pour la victoire sur l'Allemagne dans la Grande Guerre patriotique de 1941-1945
- Ordre de Souvorov, 2e classe
- Ordre de Lénine
- Médaille du XXe anniversaire de l'Armée rouge des ouvriers et des paysans
- Ordre de Saint-Stanislas (Russie impériale)